# Delightful Denmark
Dejlige Danmark er en dansk turistfilm fra 1960 med instruktion og manuskript af Henning Ørnbak. Filmen omfatter dels optagelser af en række yndede danske turistattraktioner og dels maleriske skildringer af det arbejdende Danmark.

## Handling
En amerikansk student kommer til Danmark, hvor han møder en studine og hendes fætter på turen rundt om hesten på Kongens Nytorv. Det knyttes et venskab mellem de tre, og gennem deres oplevelser ser man København, landets smukkeste steder og den mest kendte, eksporterende danske industri.